# ریمینی ریمینی - یک سال بعد
ریمینی ریمینی - یک سال بعد (ایتالیایی: Rimini Rimini - Un anno dopo) یک فیلم کمدی ایتالیایی به کارگردانی برونو کوربوچی است که در سال ۱۹۸۸ منتشر شد. این دنباله‌ای برای فیلم ریمینی ریمینی (۱۹۸۷) بود.

## بازیگران
- کرین کلری
- آندرئا رونکاتو
- جانفرانکو دانجلو
- ایوا گریمالدی
- مائوریتسیو میکلی
- رنتسو مونتانیانی
- ماریا رزاریا اوماجو
- گاستونه موسکین
- آدریانو پاپالاردو
- ایزابل روسینووا
- سابرینا فریلی
- انتسو گارینی
- کورادو اولمی
- آلدو رالی